# NGC 1738
NGC 1738 (другие обозначения — ESO 552-49, MCG -3-13-54, IRAS04595-1813, PGC 16585) — спиральная галактика в созвездии Зайца. Открыта Ормондом Стоуном в 1885 году. Описание Дрейера: «очень тусклый, маленький объект, вытянутый в позиционном угле 45°». Галактика образует пару и взаимодействует с NGC 1739, из-за чего диск имеет асимметричную форму.
Этот объект входит в число перечисленных в оригинальной редакции «Нового общего каталога». Вторая версия Индекс-каталога содержит исправленные координаты относительно указанных в Новом общем каталоге.